# Liste der Baudenkmale in Dornum
Die Liste der Baudenkmale in Dornum enthält die nach dem Niedersächsischen Denkmalschutzgesetz geschützten Baudenkmale in der niedersächsischen Gemeinde Dornum. Die Quelle der Baudenkmale ist der Denkmalatlas Niedersachsen. Der Stand der Liste ist der 12. Januar 2024.

## Allgemein
In den Spalten befinden sich folgende Informationen:
- Lage: die Adresse des Baudenkmales und die geographischen Koordinaten. Kartenansicht, um Koordinaten zu setzen. In der Kartenansicht sind Baudenkmale ohne Koordinaten mit einem roten Marker dargestellt und können in der Karte gesetzt werden. Baudenkmale ohne Bild sind mit einem blauen Marker gekennzeichnet, Baudenkmale mit Bild mit einem grünen Marker.
- Bezeichnung: Bezeichnung des Baudenkmales
- Beschreibung: die Beschreibung des Baudenkmales. Unter § 3 Abs. 2 NDSchG werden Einzeldenkmale und unter § 3 Abs. 3 NDSchG Gruppen baulicher Anlagen und deren Bestandteile ausgewiesen.
- ID: die Objekt-ID des Baudenkmales
- Bild: ein Bild des Baudenkmales, ggf. zusätzlich mit einem Link zu weiteren Fotos des Baudenkmals im Medienarchiv Wikimedia Commons. Wenn man auf das Kamerasymbol klickt, können Fotos zu Baudenkmalen aus dieser Liste hochgeladen werden:

## Dornum
| Lage                                                               | Bezeichnung                         | Beschreibung | ID       | Bild |
| ------------------------------------------------------------------ | ----------------------------------- | --- | -------- | --- |
| Alte Poststraße 2 53° 38′ 50″ N, 7° 25′ 51″ O                      | Wohnhaus                            | Kleiner traufständiger 1-gesch. Ziegelbau unter Walmdach. Gliederung durch Ecklisenen. Originale Fenster. Störung der Fassade durch Jalousieneinbau. | 34637774 | BW |
| Alte Poststraße 2 53° 38′ 50″ N, 7° 25′ 51″ O                      | Stallanbau                          | | 34638636 | BW |
| (Westerbur) An der Mühle 2 53° 39′ 42″ N, 7° 29′ 42″ O             | Windmühle (Sielmühle)               | 1-gesch. Galerieholländer von 1830 (Kappe). Ein Flügelpaar entfernt. Diente auch als Seezeichen. | 34637644 | Weitere Bilder |
| Bahnhofstraße 13 53° 38′ 47″ N, 7° 25′ 57″ O                       | Wohnhaus                            | 1-gesch. traufständiger Ziegelbau von 1876 mit außermittigem Zwerchhaus. Fassade getüncht. Profiliertes Trauf- u. Giebelgesims. | 34638257 | BW |
| Bahnhofstraße 17 a 53° 38′ 47″ N, 7° 25′ 59″ O                     | Windmühle                           | Bockwindmühle Dornum, einzige funktionsfähige Bockwindmühle Ostfrieslands von 1626/28 mit erhaltener Inneneinrichtung. 1 Schrotgang. Ende der 50er Jahre renoviert, 1984 restauriert. | 34638280 | Weitere Bilder |
| Beningalohne 1 53° 38′ 51″ N, 7° 25′ 49″ O                         | „Oma Freese Huus“                   | Kleiner 1-gesch. Backsteinbau unter Walmdach mit außermitti gem Eingang. Schiebefenster mit Blockrahmen, z. T. erneuert. | 34637847 | |
| Beningalohne 2 53° 38′ 50″ N, 7° 25′ 47″ O                         | Beninga Burg (Osterburg)            | 2 Flügel der im Graftenviereck erbauten Burg erhalten. Ostflügel mit Rundbogendurchfahrt unter großer Kielbogenblende, datiert 1567. Südflügel mit Säulenportal von 1669. | 34636114 | Weitere Bilder |
| Beningalohne 2 53° 38′ 50″ N, 7° 25′ 46″ O                         | Beninga Burg (Park)                 | | 34636741 | BW |
| Beningalohne 2 53° 38′ 51″ N, 7° 25′ 48″ O                         | Beninga Burg (Graft)                | | 34637200 | |
| Beningalohne 6 53° 38′ 48″ N, 7° 25′ 47″ O                         | Jüdische Schule, ehem.              | | 34635987 | BW |
| Beningalohne 6 53° 38′ 48″ N, 7° 25′ 46″ O                         | Lehrerwohnung                       | | 34636991 | BW |
| Beningalohne 8 53° 38′ 48″ N, 7° 25′ 46″ O                         | Wohnhaus                            | Eingeschossiger traufständiger Ziegelbau mit Drempel unter Satteldach mit Zwerchhaus. Umlaufendes Geschossgesims. Mittiger eingezogener Eingang, Tür und Fenster original erhalten. | 34636200 | BW |
| Beningalohne 10 53° 38′ 47″ N, 7° 25′ 46″ O                        | Wohnhaus                            | Eingeschossiger giebelständiger Ziegelbau mit Drempel. Umlaufendes Geschossgesims. Fenster und Haustür original erhalten. | 34636176 | BW |
| Beningalohne 12 53° 38′ 46″ N, 7° 25′ 46″ O                        | Wohnhaus                            | 1-/2-geschossiger Ziegelbau auf T-förmigem Grundriss mit hölzernem Verandavorbau. Fenster erneuert. | 34636152 | BW |
| Beningalohne 14 53° 38′ 46″ N, 7° 25′ 46″ O                        | Wohnhaus                            | | 34636020 | BW |
| Bollwarfsweg 53° 38′ 53″ N, 7° 25′ 35″ O                           | Jüdischer Friedhof                  | Jüdischer Friedhof Dornum mit ca. 33 Grabsteinen, die meisten Anfang 20.J h.; einige wenige Ende des 19. Jh. und aus dem 18. Jh. Ältester Grabstein von 1721 (5482 jüd. Zeitrechnung). | 34636224 | Weitere Bilder |
| (Neßmersiel) Dorfstraße 29 53° 40′ 16″ N, 7° 21′ 18″ O             | Gulfhaus                            | Prächtiges Gulfhaus des ostfriesischen Typs. Backsteinbau m. 2-gesch. Wohnteil unter Satteldach. Aufgemauerter Ortgang m. Giebelbekrönung u. Traufvoluten. Fenster erhalten. | 34637392 | [[Vorlage:Bilderwunsch/code!/C:53.671152,7.355109!/D:(Neßmersiel) Dorfstraße 29, Gulfhaus!/\|BW]]                                 |
| Enno-Hektor-Straße 6 53° 38′ 52″ N, 7° 25′ 49″ O                   | Wohnhaus                            | Schlichter traufständiger 1-gesch. Backsteinbau unter Satteldach. Rückseitige Abschleppung mit Stallteil. Fenster und Türen original erhalten. | 34637823 | BW |
| Enno-Hektor-Straße 10 53° 38′ 53″ N, 7° 25′ 48″ O                  | Wohn-/ Geschäftshaus                | Zurückgesetzter 2-gesch. Backsteinbau unter Walmdach. Profilierte Geschoss- und Traufgesimse. Eingerückte Fenster mit Sandsteinbänken und ornamentierten Brüstungsfeldern. | 34637798 | BW |
| Enno-Hektor-Straße 16 53° 38′ 53″ N, 7° 25′ 45″ O                  | Wohnhaus                            | 1-gesch. Backsteinbau unter Krüppelwalmdach. ProfiliertesTraufgesims mit Formsteinen, darüber Tropfenfries. Segmentbogenfenster. | 34636282 | BW |
| Enno-Hektor-Straße 18 53° 38′ 53″ N, 7° 25′ 44″ O                  | Wohn-/ Geschäftshaus                | | 34636686 | BW |
| Enno-Hektor-Straße 19 53° 38′ 53″ N, 7° 25′ 40″ O                  | Wohnhaus                            | Traufständiger 1-gesch. Ziegelbau unter Satteldach. Aufgemauerte Ortgänge und Giebelbekrönung mit gesägten Gesimsen. Mittiger Eingang mit originaler Haustür. | 34637872 | BW |
| Enno-Hektor-Straße 19 53° 38′ 52″ N, 7° 25′ 40″ O                  | Stallanbau                          | | 34638610 | BW |
| Kirchstraße 3 53° 38′ 52″ N, 7° 25′ 43″ O                          | Synagoge                            | Synagoge Dornum, 1-gesch. Backsteinbau mit neu zurückgesetztem St raßengiebel. Traufseite und Rückgiebel mit originalen Rundbogenfenstern. Im Innern hölzernes Tonnengewölbe. 1841. | 34637897 | Weitere Bilder |
| Kirchstraße 11 53° 38′ 50″ N, 7° 25′ 43″ O                         | Hotel „Zum Kronprinzen“             | 2-gesch. klassizistischer Backsteinbau unter Walmdach. Fassade 5 Achsen m. Mauerpfeilern u. breiten Blockrahmenfenstern. Südseite unterkellert. Anbauten im N und Osten. Anfang 19. Jh. | 34637919 | |
| Kirchstraße 16 53° 38′ 48″ N, 7° 25′ 40″ O                         | Pfarrhaus                           | Pfarrhaus Dornum,2-gesch. Steinhaus unter Walmdach. Geschossgesims und umlaufendes Traufgesims m. Hohlkehlformsteinen. Fenster vergrößert. | 34636347 | |
| Kirchstraße 20 53° 38′ 46″ N, 7° 25′ 41″ O                         | St. Bartolomäi                      | Rechteckiger einschiffiger Backsteinbau aus dem Ende 13. Jh. In d. Ostwand fünf Kleeblattbogenblenden. Längsseitenfenster nachträglich vergrößert. Alter Name: Herrlichkeitskirche. | 34636399 | Weitere Bilder |
| Kirchstraße 20 53° 38′ 46″ N, 7° 25′ 42″ O                         | St. Bartolomäi (Glockenturm)        | Backsteinbau, nördlich der Kirche gelegen. Darin zwei Glocken des 13. Jh. | 34636373 | |
| Kirchstraße 20 53° 38′ 45″ N, 7° 25′ 42″ O                         | St. Bartolomäi (Wurt)               | | 34636849 | BW |
| (Westerbur) Pumpsieler Straße 23 53° 40′ 21″ N, 7° 28′ 38″ O       | Kirche                              | Westerburer Kirche, einschiffiger Backsteinbau mit polygonalem Ostabschluss und niedrigem im Westen vorgebautem Glockenturm. 18. Jh. | 34637675 | Weitere Bilder |
| (Westerbur) Pumpsieler Straße 23 53° 39′ 28″ N, 7° 29′ 41″ O       | Friedhof                            | Friedhof mit Grabsteinen des 19. Jh. | 34638806 | [[Vorlage:Bilderwunsch/code!/C:53.657764,7.494766!/D:(Westerbur) Pumpsieler Straße 23, Friedhof!/\|BW]]                           |
| Schatthauser Straße 8 53° 38′ 48″ N, 7° 25′ 37″ O                  | „Aukes`sches Haus“ (Verkehrsverein) | 1½-gesch. Backsteinbau unter Walmdach. Umlaufendes Traufgesims m. Formsteinen. Südwand neu aufgemauert. Westteil unterkellert. EG Schiebefenster mit Blockrahmen (erneuert). | 34636311 | BW |
| Schatthauser Straße 8 53° 38′ 49″ N, 7° 25′ 37″ O                  | Obstbaumwiese                       | | 34636771 | BW |
| Schatthauser Straße 9 53° 38′ 42″ N, 7° 25′ 41″ O                  | Cassen´sche Villa (Rathaus)         | Urspr. Wohnhaus zum ehem. Schatthaus. 1-gesch. traufständiger Putzbau mit Drempel u. profiliertem Traufgesims. Im NO octogonaler Eckerker mit Zinnenkranz. | 34638307 | |
| Schloßstraße 1 53° 38′ 54″ N, 7° 25′ 44″ O                         | Amtshaus                            | 1-gesch. klassizistischer Backsteinbau, übertüncht, unter Walmdach. 5-achsige Fassade mit mittigem Eingang. Wohnhaus von Enno Wilhelm Hektor (1820–74). | 34636253 | |
| (Neßmersiel) Störtebeker Straße 2 53° 39′ 54″ N, 7° 19′ 14″ O      | Gulfhof „Willrathshof“ (Wohnhaus)   | 2-gesch. 5achsiges Wohnhaus unter Mansarddachin Schiefereindeckung; quer zur Gulfscheune angeordnet. | 34638468 | [[Vorlage:Bilderwunsch/code!/C:53.664872,7.320448!/D:(Neßmersiel) Störtebeker Straße 2, Gulfhof „Willrathshof“ (Wohnhaus)!/\|BW]] |
| (Neßmersiel) Störtebeker Straße 2 53° 39′ 54″ N, 7° 19′ 12″ O      | Gulfhof „Willrathshof“ (Scheune)    | | 34638727 | [[Vorlage:Bilderwunsch/code!/C:53.664871,7.320026!/D:(Neßmersiel) Störtebeker Straße 2, Gulfhof „Willrathshof“ (Scheune)!/\|BW]]  |
| (Neßmersiel) Störtebeker Straße 3 53° 40′ 7″ N, 7° 21′ 14″ O       | Windmühle (Neßmersieler Mühle)      | | 43531694 | [[Vorlage:Bilderwunsch/code!/C:53.668661,7.354!/D:(Neßmersiel) Störtebeker Straße 3, Windmühle (Neßmersieler Mühle)!/\|BW]]       |
| (Neßmersiel) Störtebeker Straße 6 53° 39′ 56″ N, 7° 19′ 38″ O      | Gulfhaus                            | Gulfhaus des ostfriesischen Typs. Backsteinbau mit 1-gesch. Wohnteil, unterkellert. Blockrahmen erhalten. Wi-Giebel neu aufgemauert. Wohngiebel neue Fenstereinbauten. 1776. | 34637420 | [[Vorlage:Bilderwunsch/code!/C:53.665626,7.327246!/D:(Neßmersiel) Störtebeker Straße 6, Gulfhaus!/\|BW]]                          |
| (Neßmersiel) Störtebeker Straße 32 53° 40′ 0″ N, 7° 21′ 24″ O      | Gulfhaus                            | Gut erhaltener Backsteinbau mit 2-gesch. Wohnteil. Gulfscheune auf Nordseite parallel an Wi-Teil angebaut. | 34637343 | [[Vorlage:Bilderwunsch/code!/C:53.666662,7.356786!/D:(Neßmersiel) Störtebeker Straße 32, Gulfhaus!/\|BW]]                         |
| (Dornumergrode) Störtebeker Straße 100 53° 40′ 9″ N, 7° 25′ 10″ O  | Vorwerk                             | Sehr großes Gulfhaus des ostfriesischen Typs. Gut erhalte ner Backsteinbau mit 2-gesch. ungewöhnlich gegliedertem Wohnteil: OG mit Zwillings- und Drillingsfenster. Erbaut Ende 19. Jh. | 34637343 | [[Vorlage:Bilderwunsch/code!/C:53.66907,7.419572!/D:(Dornumergrode) Störtebeker Straße 100, Vorwerk!/\|BW]]                       |
| (Dornumergrode) Störtebeker Straße 106 53° 40′ 19″ N, 7° 26′ 31″ O | Villa Dühringshof                   | Neben dem Gulfhaus freistehender auffälliger 2-gesch. Putzbau. Aufgeputzte profilierte Fensterrahmungen (im OG m. Dreiecks-Giebelverdachungen). Im Westen Balkonvorbau. | 34637524 | |
| (Dornumergrode) Störtebeker Straße 108 53° 40′ 19″ N, 7° 26′ 34″ O | Gulfhaus (Dühringshof)              | Backsteinbau mit 2-gesch. Wohnteil. Giebel stark durchgliedert, Ortgang aufgemauert. Geschoss- u. Traufgesims. Verdachte Segmentbogenfenster. | 34637567 | |
| (Middelsbur) Störtebeker Straße 182 53° 39′ 41″ N, 7° 30′ 5″ O     | Gasthaus                            | 1-gesch. traufständiger Ziegelbau mit mittigem Zwerchhaus. Profilierte Trauf- und Giebelgesimse. | 34637598 | [[Vorlage:Bilderwunsch/code!/C:53.661504,7.501293!/D:(Middelsbur) Störtebeker Straße 182, Gasthaus!/\|BW]]                        |
| (Middelsbur) Störtebeker Straße 182 53° 39′ 41″ N, 7° 30′ 4″ O     | Scheunenanbau                       | | 34638678 | [[Vorlage:Bilderwunsch/code!/C:53.661439,7.501055!/D:(Middelsbur) Störtebeker Straße 182, Scheunenanbau!/\|BW]]                   |
| (Schwittersum) Ubbo-Voss-Straße 1 53° 38′ 15″ N, 7° 26′ 3″ O       | Pfarrhaus                           | 1-gesch. Ziegelbau mit Drempel unter Satteldach. Verdachte Segmentbogenfenster. | 34636613 | [[Vorlage:Bilderwunsch/code!/C:53.63747,7.434181!/D:(Schwittersum) Ubbo-Voss-Straße 1, Pfarrhaus!/\|BW]]                          |
| (Schwittersum) Ubbo-Voss-Straße 1 53° 38′ 15″ N, 7° 26′ 3″ O       | Stallanbau                          | | 34636802 | [[Vorlage:Bilderwunsch/code!/C:53.637558,7.43404!/D:(Schwittersum) Ubbo-Voss-Straße 1, Stallanbau!/\|BW]]                         |
| (Schwittersum) Ubbo-Voss-Straße 2 53° 38′ 16″ N, 7° 26′ 4″ O       | St. Matthäus                        | Rechteckiger frühgotischer Backsteinbau unter Walmdach mitter. Originale Fenster an Nordwand erhalten. Ende 13. Jh. Im Westen 1- gesch. Anbau (Leichenhalle). | 34636662 | Weitere Bilder |
| (Schwittersum) Ubbo-Voss-Straße 2 53° 38′ 16″ N, 7° 26′ 4″ O       | St. Matthäus (Glockenturm)          | Freistehender gedrungener Backsteinbau. | 34636639 | |
| (Schwittersum) Ubbo-Voss-Straße 2 53° 38′ 17″ N, 7° 26′ 3″ O       | St. Matthäus (Kirchwurt)            | | 34636874 | [[Vorlage:Bilderwunsch/code!/C:53.637966,7.434151!/D:(Schwittersum) Ubbo-Voss-Straße 2, St. Matthäus (Kirchwurt)!/\|BW]]          |
| (Schwittersum) Ubbo-Voss-Straße 2 53° 38′ 16″ N, 7° 26′ 5″ O       | St. Matthäus (Friedhof)             | | 34637020 | [[Vorlage:Bilderwunsch/code!/C:53.637853,7.434797!/D:(Schwittersum) Ubbo-Voss-Straße 2, St. Matthäus (Friedhof)!/\|BW]]           |
| Westerstraße 4 53° 38′ 49″ N, 7° 25′ 40″ O                         | Wohnhaus                            | 1-gesch., 5-achsiger Backsteinbau unter Walmdach mit Zwerchhaus. Mittiger Eingangsrisalit. Profiliertes Traufgesims. Um 1880. Rückwärtiger Stallanbau mit neuem Garagentor. | 34637944 | BW |
| (Westerbur) Westerburer Polder 6 53° 40′ 24″ N, 7° 32′ 46″ O       | Gulfhof Kankena                     | Ostfriesischer Gulfhof in Einzellage. Eingeschossiges Backsteingebäude mit Drempel, Steilgiebel und ziegelgedecktem Satteldach. 1806 errichtet. Der fünf auf vier Achsen messende Wohnteil über nordöstliche Achse traufseitig erschlossen. Vermutlich späteres Zwerchhaus über Eingang. Dach über Wirtschaftsgiebel halb abgewalmt, Giebel ein Wiederaufbau nach Sturmschaden von 1962. | 51532241 | [[Vorlage:Bilderwunsch/code!/C:53.673218,7.546022!/D:(Westerbur) Westerburer Polder 6, Gulfhof Kankena!/\|BW]]                    |
| (Westerbur) Westerburer Polder 6 53° 40′ 21″ N, 7° 32′ 46″ O       | Gulfhof Kankena (Graft)             | Breiter Wassergraben, der die längsrechteckige Hofstelle einschließlich der Gartenfläche westlich, südlich und östlich umfriedet. | 51532309 | [[Vorlage:Bilderwunsch/code!/C:53.672363,7.546149!/D:(Westerbur) Westerburer Polder 6, Gulfhof Kankena (Graft)!/\|BW]]            |

### Wasserschloß Dornum
| Lage                                       | Bezeichnung  | Beschreibung | ID       | Bild           |
| ------------------------------------------ | ------------ | --- | -------- | -------------- |
| Schloßstraße 3 53° 38′ 56″ N, 7° 25′ 44″ O | Wohnhaus     | Südliches Vorburg-Gebäude, rechts der West-/Ost-Zufahrtsachse gelegen. Ehem. Gesindehaus mit Scheune und Stallungen. Putzbau mit Pilastergliederung unter Walmdach. Im Osten Torhausanbau. | 34636425 |                |
| Schloßstraße 3 53° 38′ 56″ N, 7° 25′ 43″ O | Stallanbau   | | 34636966 | BW             |
| Schloßstraße 3 53° 38′ 55″ N, 7° 25′ 45″ O | Torhaus      | Den Zutritt zur Schlossanlage gewährendes, zweigeschossiges Torhaus im Süden der Anlage, rechtwinkelig an Wohnhaus der Vorburg angebaut, massiver Putzbau, errichtet 1678. Mittig bekrönender Turm mit schlankem, geschwungenem Helm von 1707. Erschließung erfolgt über Holzbrücke und rundbogige Durchfahrt mit Inschrift zum Baujahr. Im Inneren die Gerichtsstube im OG erhalten. | 34636452 |                |
| Schloßstraße 4 53° 38′ 56″ N, 7° 25′ 48″ O | Norderburg   | Zweigeschossige Vierseitanlage mit quadratischem Innenhof, massiver Putzbau, flacher Mittelrisalit mit Schmuckgiebel westlich mit Darstellung Pallas Athene, errichtet im Kern im 16. Jh., 1698-1720 Umbau zum Wasserschloß wohl durch Haro Joachim von Kloster. Erschließung erfolgt über Holzbrücke mit wappenhaltenden Löwen und Rundbogenportal mit Dreiecksgiebel und Datierung von 1706. Im Inneren der Rittersaal im EG mit umlaufender Galerie, Rankengitter, figürlicher Malerei sowie allegorische Darstellungen. | 34637994 | Weitere Bilder |
| Schloßstraße 5 53° 38′ 58″ N, 7° 25′ 46″ O | Wohnhaus     | Nördliches Vorburg-Gebäude, links der West-/Ost-Zufahrtsachse gelegen. Ehem. Kavalierhaus, später Rentei. 1-gesch. Putzbau mit Pilastergliederung unter Walmdach | 34637701 | BW             |
| Schloßstraße 5 53° 38′ 58″ N, 7° 25′ 45″ O | Stallanbau   | | 34638832 | BW             |
| Schloßstraße 4 53° 38′ 55″ N, 7° 25′ 51″ O | Schloßgarten | | 34637967 | BW             |
| Schloßstraße 4 53° 38′ 57″ N, 7° 25′ 40″ O | Graftanlage  | | 34638774 | BW             |

## Neese
| Lage                                            | Bezeichnung               | Beschreibung | ID       | Bild           |
| ----------------------------------------------- | ------------------------- | --- | -------- | -------------- |
| Cankebeerstraße 26 53° 39′ 15″ N, 7° 22′ 51″ O  | Kriegerdenkmal            | Im Viertelkreis um Steinkreuz errichtete Sandsteintafeln mit Namen der Gefallenen beider Weltkriege. | 34635634 | BW             |
| Cankebeerstraße 26 53° 39′ 15″ N, 7° 22′ 51″ O  | St. Marien                | Einschiffiger Bau aus Tuff und Backstein. Schiff um 1200, polygonaler spätgotischer Chor von 1493 (Mithof). Westvorhalle neu.                                                                              | 34635730 | Weitere Bilder |
| Cankebeerstraße 26 53° 39′ 14″ N, 7° 22′ 50″ O  | St. Marien (Glockenturm)  | Spätgotischer Backsteinbau unter Satteldach. | 34635706 |                |
| Cankebeerstraße 26 53° 39′ 14″ N, 7° 22′ 50″ O  | St. Marien (Friedhof)     | Friedhof mit zwei überdachten Backsteinpfeilern von 1759 als Pforte. | 34635682 | BW             |
| Cankebeerstraße 26 53° 39′ 13″ N, 7° 22′ 52″ O  | St. Marien (Einfriedung)  | | 34636942 | BW             |
| Cankebeerstraße 41 53° 39′ 7″ N, 7° 22′ 17″ O   | Gulfhaus (Neßmer Mühle)   | 1-gesch. Wohnteil unter Satteldach. Verdachte Segmentbogenfenster mit geputzten Brüstungsfeldern. | 34635803 | BW             |
| Cankebeerstraße 41a 53° 39′ 8″ N, 7° 22′ 18″ O  | Windmühle (Neßmer Mühle)  | Galerieholländer von 1856. Umlauf und Flügelkreuz um 1995 erneuert. Rückseitig angebautes Lagergebäude. | 34635826 |                |
| Cankebeerstraße 46 53° 39′ 12″ N, 7° 21′ 32″ O  | Wohn-/ Wirtschaftsgebäude | In Form eines Krüsselwarck angelegt. Breitgelagertes 2-gesch. Wohngebäude unter Vollwalm mit seitlich versetzter Gulfscheune.                                                                              | 34637289 | BW             |
| Cankebeerstraße 52 53° 39′ 9″ N, 7° 20′ 54″ O   | Gulfhaus                  | Gulfhof in Ziegelbauweise mit großer Gulfscheune, typische funktionelle Einteilung in Wirtschaftsbereiche erhalten. Wohnteil 1½-geschossig, ehem. mit Volutengiebel.                                       | 34638066 | BW             |
| Cankebeerstraße 52 53° 39′ 9″ N, 7° 20′ 56″ O   | Allee                     | | 34638939 | BW             |
| Cankebeerstraße 54 53° 39′ 9″ N, 7° 20′ 45″ O   | Gulfhaus „Siebelshörn“    | Vorderhaus um 1670, Giebel mit Giebelstein und seitlichen Voluten. Umbau und Erneuerung der Gulfscheune Ende 18. Jh.                                                                                       | 34638445 | BW             |
| Cankebeerstraße 58 53° 39′ 1″ N, 7° 20′ 35″ O   | Gulfhaus                  | Um 1860. Wohnteil mit Mittellängsaufschluss (frühes Beispiel!) | 34637237 | BW             |
| Kirchpfad 1 53° 39′ 16″ N, 7° 22′ 47″ O         | Pfarrhaus                 | Steinhaus (Nesse), 2-gesch. Ziegelbau in Klosterformat, unterkellert. Reste der urspr. Fenster z. T. noch erhalten. Schönes Rundbogenportal im Norden. 1.H.16. Jh. (im Kern älter), dat. Holzbalken v.1727 | 34637392 | Weitere Bilder |
| Kirchpfad 4 53° 39′ 16″ N, 7° 22′ 47″ O         | Organistenhaus            | 1-gesch. Ziegelbau unter Satteldach. Gut erhaltener Ostgiebel mit Schiebefenster in Blockrahmen u. profilierten Sandsteinbänken. Nordseite mit Eingriffen.                                                 | 34637392 | BW             |
| Ostdorfer Süderweg 1 53° 38′ 47″ N, 7° 20′ 0″ O | Gulfhaus (Catharinenhof)  | Backsteinbau mit 2-gesch. Wohnteil unter Krüppelwalmdach. Blockrahmen- u. Schiebefenster überwiegende erhalten.                                                                                            | 34637447 | BW             |

## Roggenstede
| Lage                                         | Bezeichnung                      | Beschreibung | ID       | Bild |
| -------------------------------------------- | -------------------------------- | --- | -------- | --- |
| Am Spielplatz 53° 37′ 58″ N, 7° 29′ 4″ O     | Denkmal                          | Findling mit aufgesetztem Adler. 18. Oktober 1913. Besteht nun in der Freiheit.                                                                                                   | 34638139 | BW |
| Alte Dorfstraße 7 53° 37′ 56″ N, 7° 29′ 3″ O | Gulfhaus                         | Backsteinbau mit Trauf- und Ortganggesims. 1-gesch. Wi-Teil mit Drempel (Blockrahmenfenster). Wohnteil Fenster mit dunkel abgesetzten Stürzen.                                    | 34638114 | BW |
| >Hammerweg 1 53° 38′ 19″ N, 7° 28′ 15″ O     | Gulfhaus (Roggensteder Hammrich) | 1-gesch. Backsteinbau unter Satte ldach m. breit gelagertem Wohnteil. Im EG Segmentbogenfenster, im DG Blockrahmen. Maueranker (Initialen).                                       | 34638042 | [[Vorlage:Bilderwunsch/code!/C:53.638691,7.47073!/D:>Hammerweg 1, Gulfhaus (Roggensteder Hammrich)!/\|BW]] |
| Wiesenstraße 3 53° 37′ 54″ N, 7° 29′ 4″ O    | Gulfhaus                         | 1-gesch. Ziegelbau unter Satteldach, über Wi-Teil abgewalmt. Fenster erneuert. | 34638089 | BW |
| Wiesenstraße 10 53° 37′ 56″ N, 7° 28′ 58″ O  | Gulfhaus (Kaminofen)             | 1-gesch. Ziegelbau unter Satteldach, über Wi-Teil abgewalmt. Fenster erneuert. | 34637723 | BW |
| Zur Haltestelle 8 53° 37′ 52″ N, 7° 29′ 7″ O | Kirche                           | Roggensteder Kirche, einschiffiger Backsteinbau mit halbrunder Ostapsis. Obere Wandflächen mit Lisenengliederung. Rundbogenportale in Graniteinfassung. Westwand neu aufgemauert. | 34636520 | Weitere Bilder                                                                                             |
| Zur Haltestelle 8 53° 37′ 52″ N, 7° 29′ 9″ O | Kirche (Glockenturm)             | Im Nordwesten der Kirche stehender Backsteinbau aus dem 13. Jh. | 34636489 | BW |
| Zur Haltestelle 8 53° 37′ 51″ N, 7° 29′ 7″ O | Friedhof                         | | 34637146 | BW |
| Zur Haltestelle 8 53° 37′ 52″ N, 7° 29′ 7″ O | Kirchwurt                        | | 34636826 | BW |

## Westeraccum / Westeraccumersiel
| Lage                                                              | Bezeichnung                         | Beschreibung | ID       | Bild                                                                                                   |
| ----------------------------------------------------------------- | ----------------------------------- | --- | -------- | --- |
| Accumer Riege 68 53° 38′ 56″ N, 7° 26′ 52″ O                      | Gulfhaus (Buchenhof)                | Repräsentatives Gulfhaus mit 2-gesch. Wohnteil unter Satteldach (hier putzgerahmte Segmentbogenfenster m. scheitrechten Verdachungen). Telleranker.                          | 34636073 | BW |
| Accumer Riege 68 53° 38′ 57″ N, 7° 26′ 51″ O                      | Graft                               | | 34636898 | BW |
| (Westeraccumersiel) Am Alten Hafen 53° 40′ 21″ N, 7° 28′ 38″ O    | Alter Hafen                         | | 34635879 | |
| (Westeraccumersiel) Alter Hafen 1 - 3 53° 40′ 23″ N, 7° 28′ 42″ O | ehem. Kapitänshaus                  | 1-gesch. Putzbau unter Satteldach aus d. Ende 17. Jh. mit bauzeitlichem Raumgefüge und wandfester Innenausstattung. Reicher Befund an hist. Farbfassungen. Teilunterkellert. | 43515894 | |
| Butenhusener Straße 17 53° 39′ 39″ N, 7° 26′ 59″ O                | Gulfhaus                            | Backsteinbau mit 1-gesch. breit gelagertem Wohnteil. Südwand neu aufgemauert. Wi-Teil mit Halbkreisfenstern. 1791, erweitert wohl 2.H. 19. Jh.                               | 34637749 | BW |
| (Westeraccumersiel) Dammspolder 53° 40′ 14″ N, 7° 29′ 49″ O       | Polderdeich Domäne Dammspolder      | | 34635904 | |
| (Westeraccumersiel) Dammspolder 53° 40′ 13″ N, 7° 29′ 43″ O       | Gulfhaus                            | | 34635932 | [[Vorlage:Bilderwunsch/code!/C:53.670241,7.495255!/D:(Westeraccumersiel) Dammspolder, Gulfhaus!/\|BW]] |
| Johann-Dollmann-Straße 11 53° 39′ 0″ N, 7° 26′ 37″ O              | Gemeindehaus                        | 1-gesch. Backsteinbau im Gulfhausstil. Wi-Teil neu aufgemauert mit untypischen Wandöffnungen.                                                                                | 34638209 | BW |
| Johann-Dollmann-Straße 11 53° 39′ 0″ N, 7° 26′ 44″ O              | Wohnhaus                            | 1-gesch. Putzbau unter Mansarddach m. geschweiftem Zwerchgiebel. Mittiger Eingang durch balkontragenden Säulenvorbau betont. Originaler Erhaltungszustand.                   | 34638186 | BW |
| (Westeraccumersiel) Oll Deep 3 53° 40′ 21″ N, 7° 28′ 38″ O        | „De Bloomsche Haus“ (ehem. Sielhof) | | 34637473 | |
| Sielweg 1 53° 38′ 59″ N, 7° 26′ 35″ O                             | Petrikirche                         | Einschiffiger Backsteinbau m. halbrunder Ostapsis, um 1270–80. Fenster des Schiffes alle verändert, Apsisfenster original. Traufe mit doppeltem Deutschen Band.              | 34636589 | Weitere Bilder                                                                                         |
| Sielweg 1 53° 38′ 59″ N, 7° 26′ 35″ O                             | Petrikirche (Glockenturm)           | Niedriger Backsteinbau mit Mauerpfeilern. Im Kern 13. Jh., mehrfach verändert.                                                                                               | 34636566 | BW |
| Sielweg 1 53° 39′ 0″ N, 7° 26′ 34″ O                              | Petrikirche (Friedhof)              | Im Osten mehrere Grabsteine des 18. Jh.; im Norden Torpfeiler von 1883. | 34636544 | BW |
| Sielweg 1 53° 38′ 59″ N, 7° 26′ 34″ O                             | Petrikirche (Kirchwurt)             | | 34636716 | BW |
| Zum Antjehof 4 53° 39′ 31″ N, 7° 28′ 5″ O                         | Gulfhaus                            | | 34638017 | BW |